# 道生縣 (蒙大拿州)
道森縣（英語：Dawson County）是美國蒙大拿州東部的一個縣。面積6,172平方公里。根據美國2000年人口普查，共有人口9,059人。縣治格倫代夫 (Glendive)。
成立於1869年。縣名紀念美国毛皮公司的Andrew Dawson少校。